# Intelsat 904
Intelsat 904 ist ein Fernsehsatellit der International Telecommunication Satellite (Intelsat). Er wurde gebaut von der Firma Space Systems/Loral.
Intelsat 904 wurde am 23. Februar 2002 mit der europäischen Trägerrakete Ariane vom Weltraumbahnhof Kourou in Französisch-Guayana ins All befördert.

## Empfang
Der Satellit kann in Europa, dem Nahen Osten und Teilen Asiens und Australiens empfangen werden.
Die Übertragung erfolgt im C- und Ku-Band.